# Патмос (Арканзас)
Патмос (англ. Patmos) — місто (англ. town) в США, в окрузі Гемпстед штату Арканзас. Населення — 57 осіб (2020).

## Географія
Патмос розташований за координатами 33°30′41″ пн. ш. 93°34′0″ зх. д. / 33.51139° пн. ш. 93.56667° зх. д. (33.511335, -93.566703).  За даними Бюро перепису населення США в 2010 році місто мало площу 0,32 км², уся площа — суходіл. В 2017 році площа становила 0,29 км², уся площа — суходіл.

## Демографія
Згідно з переписом 2010 року, у місті мешкали 64 особи в 26 домогосподарствах у складі 20 родин. Густота населення становила 200 осіб/км².  Було 33 помешкання (103/км²). 
Расовий склад населення:
| - 92,2 % — білих - 6,3 % — осіб інших рас |

До двох чи більше рас належало 1,6 %. Іспаномовні складали 6,3 % від усіх жителів.
За віковим діапазоном населення розподілялося таким чином: 15,6 % — особи молодші 18 років, 71,9 % — особи у віці 18—64 років, 12,5 % — особи у віці 65 років та старші. Медіана віку мешканця становила 45,0 року. На 100 осіб жіночої статі у місті припадало 100,0 чоловіків;  на 100 жінок у віці від 18 років та старших — 116,0 чоловіків також старших 18 років.
Середній дохід на одне домашнє господарство  становив 37 920 доларів США (медіана — 41 250), а середній дохід на одну сім'ю — 45 553 долари (медіана — 50 893). За межею бідності перебувало 29,3 % осіб, у тому числі 77,8 % дітей у віці до 18 років та 0,0 % осіб у віці 65 років та старших.
Цивільне працевлаштоване населення становило 38 осіб. Основні галузі зайнятості: мистецтво, розваги та відпочинок — 36,8 %, виробництво — 26,3 %, роздрібна торгівля — 21,1 %.